# Ferme de la Hesserée
La ferme de la Hesserée, ou ferme de la Hesseraye, est une ancienne ferme seigneuriale en quadrilatère située à Mélin, section de la ville belge de Jodoigne en province du Brabant wallon.
Elle fait l'objet d'une « inscription » comme monument à l'Inventaire du patrimoine immobilier culturel de la Wallonie. 

## Localisation
Bâtie dans un vallon et jadis entourée d'étangs, la ferme de la Hesserée marque l'entrée sud du village de Mélin,,, qui figure au nombre des « Plus beaux villages de Wallonie »,.

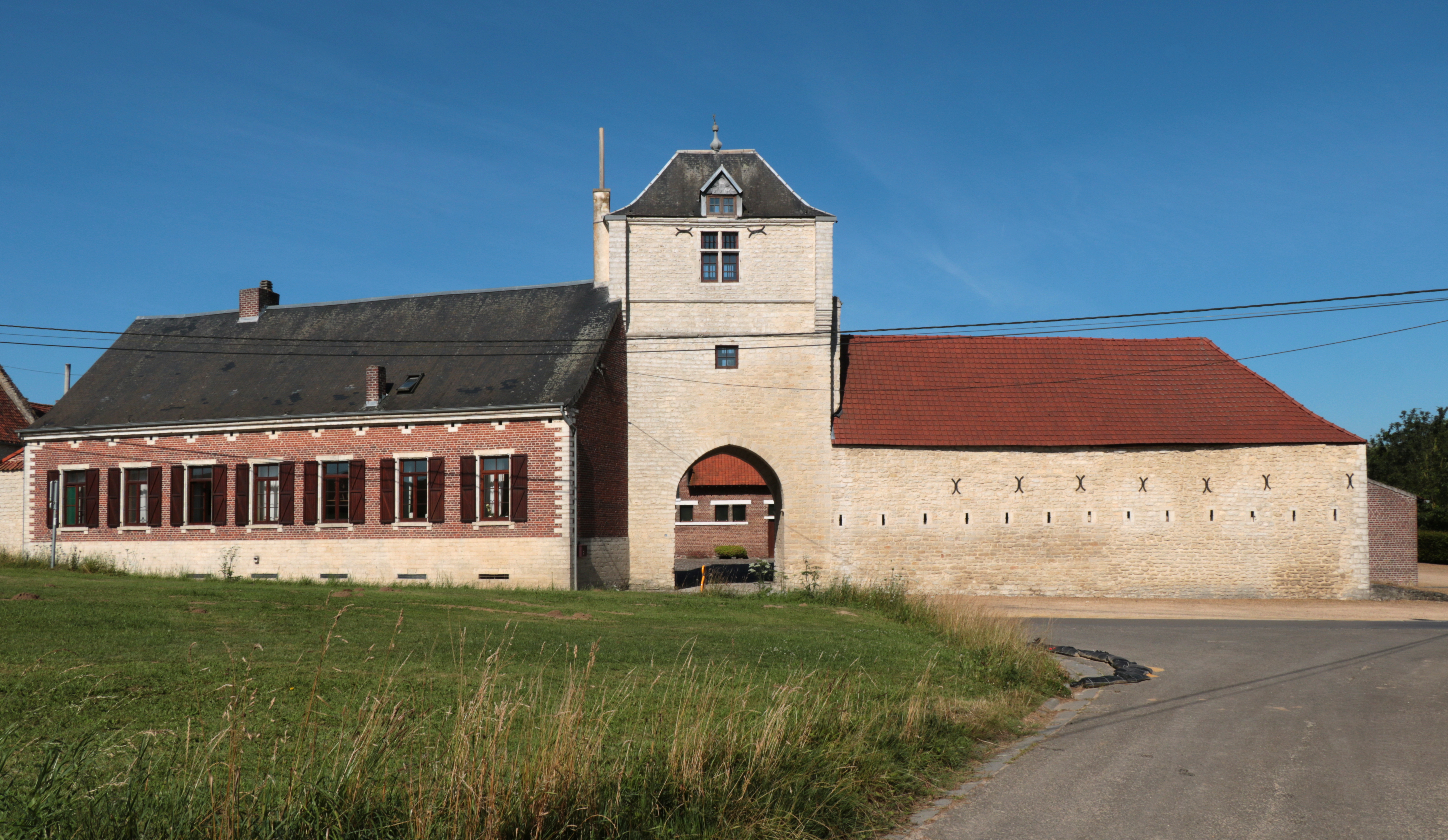
Vue d'ensemble sur la ferme de la Hesserée.

## Historique
La ferme de la Hesserée, également appelée ferme de la Hesseraye, est déjà citée en 1586. Elle est surtout remarquable par son donjon-porche qui remonte au XVe ou  XVIe siècle.
Le quadrilatère de la ferme a été en grande partie reconstruit aux XVIIIe et XIXe siècles avec, sur la gauche, un corps de logis en brique et pierre de Gobertange daté de 1797 et remanié dans la première moitié du siècle suivant,,,.

## Statut patrimonial
Non classée, la ferme de la Hesserée fait cependant l'objet d'une « inscription » comme monument et figure à l'Inventaire du patrimoine immobilier culturel de la Wallonie sous la référence 25048-INV-0253-02.